# Alex Coleborn
Alex Coleborn (1992) es un deportista británico que compite en ciclismo en la modalidad de BMX estilo libre. Ganó una medalla de plata en el Campeonato Mundial de Ciclismo Urbano de 2017, en la prueba de parque.

## Palmarés internacional
| Campeonato Mundial | Campeonato Mundial | Campeonato Mundial | Campeonato Mundial |
| Año                | Lugar              | Medalla            | Competición        |
| ------------------ | ------------------ | ------------------ | ------------------ |
| 2017               | Chengdu (China)    | Medalla de plata   | Parque             |